# Dorylus gerstaeckeri
Dorylus gerstaeckeri är en myrart som beskrevs av Carlo Emery 1895. Dorylus gerstaeckeri ingår i släktet Dorylus och familjen myror.

## Underarter
Arten delas in i följande underarter:
- D. g. gerstaeckeri
- D. g. quadratus